# Michele Pirro

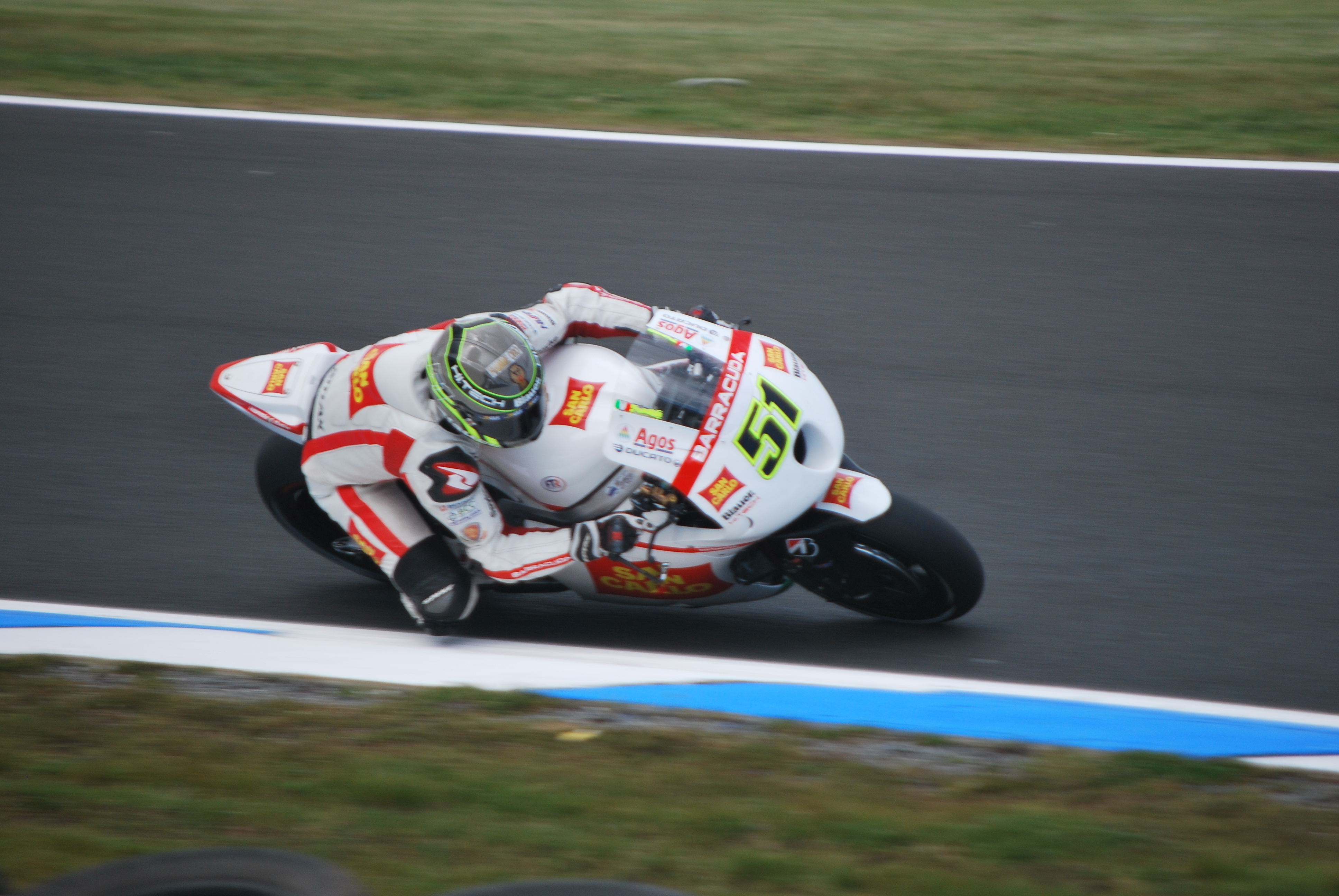
Michele Pirro, Australiens Grand Prix 2012.

Michele Pirro, född 5 juli 1986 i San Giovanni Rotondo, är en italiensk roadracingförare. Pirro är sedan 2013 testförare hos Ducati och gör ibland inhopp i MotoGP-klassen i världsmästerskapen i Grand Prix Roadracing.
Pirro gjorde VM-debut i 125-klassen i Italiens Grand Prix 2003. Han körde hela säsongernna 2004 och 2005 utan att prestera något och hade därefter inget kontrakt att köra roadracing-VM. Han återkom i Moto2-klassen 2010 för ett race. Till 2011 fick Pirro kontrakt med Team Gresini Racing Moto2 och körde en Moriwaki. Sin första Grand Prix-seger vann Pirro i säsongens sista deltävling i Valencia. Roadracing-VM 2012 körde Pirro i MotoGP-klassen för San Carlo Honda Gresini. Han körde dock inte en Honda, utan den mindre konkurrenskraftigare motorcykeln FTR. Från 2013 har Pirro arbetat som testförare för Ducati Corse. Sedan dess har han varje år gjort flera starter i MotoGP,  antingen som wildcard eller som ersättare för skadade Ducatiförare. 2016 blev det hela nio Grand Prix-race för Pirro, vilket gav honom en 19:e plats i VM.